# Marko Bandelli
Marko Bandelli (ur. 19 listopada 1967 w Trieście jako Marco Bandelli) – słoweński polityk i przedsiębiorca, poseł do Zgromadzenia Państwowego, od 2014 do 2018 burmistrz gminy Komen, od września do listopada 2018 minister bez teki ds. rozwoju, projektów strategicznych i spójności.

## Życiorys
Urodził się jako Marco Bandelli we Włoszech. Syn włoskiej pielęgniarki i słoweńskiego przedsiębiorcy Alojza Bandelja (który z powodów politycznych przyjął imię Luigi i nazwisko Bandelli). Sam Marko Bandelli przyjął słoweńską pisownię imienia w wieku 20 lat. Ukończył szkołę średnią w Trieście, podjął nieukończone studia. Ostatecznie uzyskał licencjat z ekonomii w 2013, a dwa lata później magisterium z zarządzania w biznesie międzynarodowym na prywatnej uczelni DOBA w Mariborze. Od 1990 prowadził własne przedsiębiorstwa, został prezesem holdingu Bandelli GM działającego w branży produkcji i dystrybucji betonu. W 2013 wybrany do rady nadzorczej publicznego nadawcy Radiotelevizija Slovenija.
Zaangażował się w działalność polityczną w ramach Pozytywnej Słowenii, kierując jej oddziałem w gminie Komen, następnie przeszedł do Partii Alenki Bratušek. Od 2014 do 2018 sprawował funkcję burmistrza gminy Komen, w 2018 został wybrany do Zgromadzenia Państwowego. 13 września 2018 powołany na stanowisko ministra bez teki ds. rozwoju, projektów strategicznych i spójności w rządzie Marjana Šarca. Zrezygnował z funkcji już po dwóch miesiącach po ujawnieniu gróźb politycznych kierowanych do kandydata na burmistrza gminy Komen. Powrócił następnie do wykonywania mandatu poselskiego.

## Życie prywatne
Żonaty z Andreją, ma dzieci. Zamieszkał w Kobdilju.